# گوبور باالو
گوبور باالو (انگلیسی: Gábor Balog؛ زادهٔ ۲ سپتامبر ۱۹۹۰) ورزشکار ورزش شنا اهل مجارستان است.
وی در مسابقات کشوری و بین‌المللی در مجموع برندهٔ ۱ مدال نقره و ۵ مدال برنز شده‌است.